# Малое Содомово (Воскресенский район)
Ма́лое Содо́мово — деревня в Воскресенском районе Нижегородской области. Входит в состав Воздвиженского сельсовета.

## Этимология
Слово «Содом» в названии ряда населённых пунктов Заволжья закрепилось из-за религиозных противоречий официальной церкви с местными жителями (зачастую староверами, которых обвиняли в «язычестве»).

## География
Расположена в лесах на северо-востоке области, в 8,5 км к северу от села Воздвиженское, в 24 км к северо-востоку от посёлка Воскресенское и в 130 км от Нижнего Новгорода.
Имеется подъездная дорога к деревне с юга (через Большие Поляны) от автодороги Красные Баки — Воздвиженское, продолжающаяся на запад к малым деревням Петрово и Прудовские.

## История
Деревня основана в начале XX века переселенцами из села Большое Содомово. В 1925 году население составляло 565 человек. В 1978 году к деревне была присоединена деревня Яшкино Поле.

## Население
| 1999 | 2002 | 2010 |
| ---- | ---- | ---- |
| 123  | ↘109 | ↘66  |